# Szégyen (film)
A Szégyen (eredeti cím svédül: Skammen) egy 1968-ban bemutatott Ingmar Bergman rendezésében készült svéd filmdráma. Bergman szégyennel, stresszel, féltékenységgel, öngyűlölettel és szorongássál átszőtt légkörében egy politikailag semleges házaspár próbál elmenekülni az európai nemzetek között kitört háborúból.

## Történet
A film középpontjában egy házaspár áll, Jan Rosenberg (Max von Sydow) és felesége Eva (Liv Ullmann), akik a háború miatt eltávolodtak a társadalomtól, és egy távoleső szigeten lévő farmon élnek. A válaszuk a háborúra a menekülés volt, és többnyire teljesen elszigetelten élnek (a rádiójuk és a telefonjuk sem működik). Jannak egy álma lesz: "Azt álmodtam, hogy újra a zenekarban vagyunk, egymás mellett ülünk és a 4. Brandenburg concertot próbáljuk lassú mozdulatukkal, és minden amink most van itt az már a hátunk mögött van. Már csak egy rémálomként emlékszünk rá. Sírva ébredtem. Akkor kezdtem el sírni, amikor játszottunk." A házaspár kapcsolata egy kissé feszült a szigeten. Jan jóval érzékenyebb és gyakran sír, míg Eva kívülről rugalmasabbnak tűnik, de ingerlékenyebb is. Ellátogatnak a közeli városba, ahol arról értesülnek, hogy hamarosan csapatok érkeznek a közelbe. Az útjuk során több barátjukat is felkeresnek, továbbá bort és más szükséges árukat is vásárolnak maguknak.
Amikor visszatérnek az otthonuk egy véres ostrom színhelyévé válik. Jant és Evat letartóztatják a megszálló erők. Felvételre rögzítik kihallgatásukat, végül szabadon engedik őket. Később a másik oldal kezdi kihallgatni őket egy épületben megannyi más emberrel a városból. A kihallgatás során levetítik azt a felvételt, ami az első kihallgatás során készült, amelyen Eva látható, de a kép alatt egy meghamisított hang a megszállókat támogatja. Ez elsősorban egy elrettentő taktika.
Végül Derek Jacobi ezredes (Gunnar Björnstrand) parancsára szabadon bocsátják őket. Jacobi rendszeres – bár nem szívesen látott – látogatójukká válik, aki ajándékokat hoz nekik, ugyanakkor megvan a hatalma is hozzá, hogy munkatáborba küldje őket. Ez a frissen kialakult manipulatív kapcsolat, Janban és Evaban is idegességet és undort vált ki. Jacobi meggyőzi Evat, hogy szexuális szolgáltatásért cserébe neki adja a banki megtakarítását. A zöld házba mennek szeretkezni mialatt Jan alszik. Amikor a férfi felébred Evat hívja, majd az emeleti szobába megy, ahol Jacobi megtakarítását az ágyon találja, végül sírni kezd. Eva belép, Jacobi kívül marad, majd távozik. Durván megjegyzi Jannak, hogy nyugodtan folytathatja a sírást, ha úgy érzi, hogy ez segít. Néhány pillanat múlva katonák veszik körül házukat, akik Jacobit vezetik be. Kiderül, hogy ez egy nyomozás az ezredes korrupciója miatt. A házaspárt is kikérdezik. Jacobi elmagyarázza nekik, hogy a szabadságát meg lehet vásárolni, mert a háborúban nagy szükség van a pénzre. Jacobi, a katonák és még Eva is Jant faggatja, hogy hol a pénz. A férfi kijelenti, hogy nem tudja miről beszélnek. Mivel a katonák nem kapják meg a pénzt, feldúlják a házat és elpusztítanak mindent.
Egy fegyvert adnak Jan kezébe, hogy végezze ki Jacobit, amit meg is tesz. Ez egy fordulópont a filmben, hiszen úgy mutatja be Jant, aki hazudni és ölni is képes, ami a karaktere drámai jellegű változására utal. Miután a katonák távoznak kiderül, hogy a pénz végig Jan zsebében volt, ez undorral tölti el Evat. A férfi és a nő egyre jobban eltávolodik egymástól, kapcsolatuk hideggé és némává válik. Amikor találkoznak egy fiatal katonával, Eva enni akar adni neki és hagyni aludni, de a férje erőszakkal elvonszolja, lelövi és kirabolja.
Eva követi a férjét a tengerhez, ahol az Jacobi pénzéből két jegyet vesz egy halászcsónakon. A tengeren a csónak motorja felmondja a szolgálatot. A csónakot irányító férfi öngyilkos lesz. A csónak később teljesen elakad a körülötte hullámzó holttestek között. Eva elmondja Jannak az álmát: egy gyönyorű városban sétál egy árnyas parkban, amikor a bombázók jönnek és lángra lobbantják a várost, a rózsákkal együtt. Volt egy lányuk is, aki a kezét fogja. Nézik a rózsákat égni, ami "nem volt szörnyű, gyönyörű volt". Végül a csónak padlóján szomjasan fekvő Eva megjegyzi: "Tudtam, hogy volt ott valami, amire emlékeznem kéne. Valamelyikőnk mondta, de én elfelejtettem. Sírni kezdtem, mikor eszembe jutott."

## Szereposztás
| Színész               | Karakter             |
| --------------------- | -------------------- |
| Max von Sydow         | Jan Rosenberg        |
| Liv Ullmann           | Eva Rosenberg        |
| Gunnar Björnstrand    | Derek Jacobi ezredes |
| Sigge Fürst           | Filip                |
| Hans Alfredson        | Lobelius             |
| Vilgot Sjöman         | kihallgató           |
| Bengt Eklund          | őr                   |
| Barbro Hiort af Ornäs | nő a csónakban       |
| Birgitta Valberg      | Jacobiné             |
| Ingvar Kjellson       | Oswald               |
| Ulf Johansson         | doktor               |
| Gösta Prüzelius       | lelkész              |

## Produkció
A film felvételeit a Fårö szigeten készítették. A produkció 2 800 000 koronába került.

## Kritikai fogadtatás
A film Svédország hivatalos nevezettje volt a "legjobb idegen nyelvű film kategóriában", de nem került Oscar-díj jelöltjei közé. Viszont ott volt a Golden Globe jelöltek között.
Pauline Kael a The New Yorker kritikusa dicsérte a filmet: "A Szégyen egy remekmű, a háború hatása két ember szemszögéből... de mégis tele van más karakterekkel és eseményekkel... sok szempontból Bergman munkája egyenértékű Jean-Luc Godard Week Endjével... szintén azt mutatja be az emberek mit meg nem tesznek a túlélésért... Liv Ullmann kitűnő a főszerepben... Gunnar Björnstrand gyönyörűen visszafogottan adja elő az idősödő embert, aki kapaszkodik az élete törmelékeibe. A téma a válaszaink a halálra, de maga az alkotás az élet igaz jele."

## Fordítás
- Ez a szócikk részben vagy egészben  a   Shame (1968 film) című angol Wikipédia-szócikk fordításán alapul.  Az eredeti cikk szerkesztőit annak laptörténete sorolja fel. Ez a jelzés csupán a megfogalmazás eredetét és a szerzői jogokat jelzi, nem szolgál a cikkben szereplő információk forrásmegjelöléseként.